# Los Mitos (grupo musical)
Los Mitos fue un grupo de música pop y rock español que nació en Bilbao en 1965. Se mantuvo en actividad continua con diversos cambios de miembros, hasta su separación en el año 1975. Posteriormente, Los Mitos se reagruparon por un breve periodo entre 2009 y 2011. Esta banda es considerada una de las precursoras del pop rock español.
La historia de Los Mitos fue breve, pero dejaron huella en el pop de finales de la década de los 60's desde Bilbao, su ciudad natal, para extender su fama a toda España e incluso colocar sus canciones en Hispanoamérica. El grupo estuvo formado en sus inicios por  Tony Landa (nombre artístico de José Antonio Santiesteban) como voz solista, Carlos Zubiaga en la guitarra rítmica y los teclados, José Ignacio Millán en la guitarra de punteo, Francisco García (Paco) en la batería y Oscar Matía Sorozábal en el bajo. Comenzaron en 1966 con el nombre de Los Famélicos y con el cambio de nombre por el de Los Mitos comenzó su popularidad.

## Trayectoria artística
El 8 de abril de 1968 realizaron su primera presentación, respaldados por la casa de discos Hispavox. Durante los años 68 y 70, ellos y Fórmula V revitalizaron la rivalidad que existió entre Los Brincos y Los Bravos. El sencillo de presentación fue Cuando vuelvas, una de las grandes canciones de 1968, un tema fácil de asimilar, con una letra nada problemática y arreglos vocales similares a The Beach Boys, una melodía alejada de los excesos progresivos y sin compromisos sociopolíticos. El tema “Cuando vuelvas” era también una magnífica representación de medio tono arquetípico entre ritmo orquestal y tragedia vocal.
En el siguiente disco aparece “Cantemos así” (Aleluya), junto a “Éste es mi llanto”. En 1969 “Es muy fácil” les da el éxito total. En la otra cara “Si te acuerdas de mí”. “Me conformo” y “Todos lo saben” también son de 1969 y son ejemplos del estilo alegre y sentimental de sus letras, y es a partir de aquí que el grupo debe buscar otro cantante, pues su vocalista Tony decide andar su camino en solitario como Tony Landa, dando lugar al comienzo del apagón de la carrera del grupo y las deserciones.
Tony Landa inició su carrera en solitario en 1970 tras el lanzamiento del sencillo "Tan feliz", carrera que continuaría hasta su incorporación en la ópera rock Evita en 1981; posteriormente formaría aparte del dúo Amor 2 interpretando canciones exclusivas de Manuel Alejandro (junto a María Lar y Pilar Barbero en diferentes etapas) también realizaría diferentes trabajos para Cesáreo Gabaráin. Tony Landa sigue en activo, editando y componiendo nuevos temas en 2015, tales como "Un mundo feliz", "Hecha a la medida" y "Bwana bwana".
Con Fernando Brosed (cantante procedente de Zaragoza) como nuevo cantante, en 1970, graban “Suena una guitarra” y “No sé por qué”. En 1971 estrenan batería y graban otro sencillo con “Me estás volviendo loco” y “Lejos de ti”; pero ya el éxito del grupo estaba lejos y fue descendiendo. Llega el año 1972 y editan dos sencillos: “Mírame” y “Vive la vida”, en el primero; en el segundo incluían “Ayúdame” (lo que parecía una llamada de auxilio al público) y en la otra cara “Hola, ¿cómo estas?”, con ventas no muy buenas.
En un renovado intento por recuperar la popularidad, en 1973 graban “La vida es una canción” y “Canta cariño, canta”, igualmente con ventas discretas. En 1974 otro renovado intento fue “Cherie sha la” y “Al caminar”. En 1975, antes de que cada cual tomase su rumbo, se despidieron con “Tiempo de amar” Junto a Diego Corbacho a la voz. La casa de discos Hispavox en 1981 editó un nuevo disco con sus mayores éxitos y algunos temas inéditos como “Eleonor” y “Mony, mony”.
En 2009 se volvieron a juntar con la siguiente formación: Fernando Brosed (Voz principal), Iñaki Egaña (Guitarra y coros), Federico Artigas (Teclados y coros), Paco García (Batería y coros) y Óscar Matía (Bajo y coros), llegando a tocar en Miami. El 22 de junio de 2011 falleció Óscar Matía Sorozábal.

## Canciones más exitosas
- Aleluya
- Si te acuerdas de mí
- Luces
- Cuando vuelvas
- Lejos de ti
- Me conformo
- Todos lo saben
- Es muy fácil
- Mírame